# Antônio Leme
Antônio Leme (Jacareí, 30 de julho de 1968) é um jogador de bocha paralímpico brasileiro.
Conquistou a medalha de ouro nos Jogos Paralímpicos de Verão de 2016 no Rio de Janeiro, representando seu país na categoria pares mistos BC-3, ao lado de Evelyn de Oliveira e Evani Soares da Silva.